# Louis-François Bertin

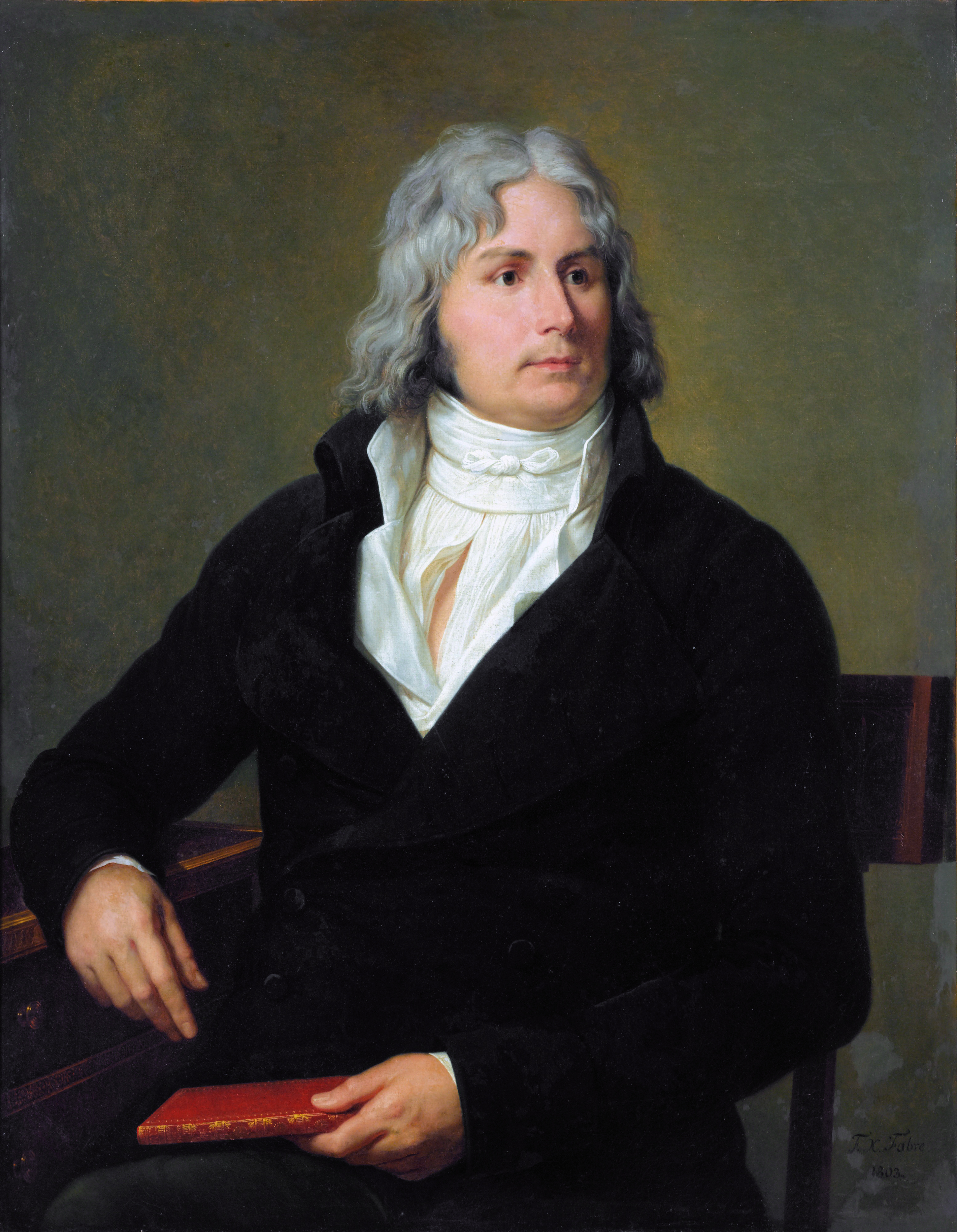
Retrato por François-Xavier Fabre, 1803.

Louis-François Bertin o Bertin l'Aîné ("Bertin el Viejo"; París, 14 de diciembre de 1766 - París, 13 de septiembre de 1841) fue un periodista francés.
Pertenece a la familia Bertin, siendo su padre secretario del duque Étienne François de Choiseul, y su hermano menor Louis-François Bertin de Vaux (1771-1842). Tuvo dos hijos varones, Edouard François Bertin (1797-1871) y Louis-Marie François Bertin (1801-1854), y una hija, Louise Bertin (1805-1877).
Comenzó su carrera periodística escribiendo para el Journal Français y otros periódicos durante la Revolución francesa. Tras el golpe del 18 de Brumario adquirió el Journal des Débats, al que convirtió en un referente para la prensa y la literatura francesa, con firmas como Joseph Fiévée, Julien Louis Geoffroy, Jean François Joseph Dussault, François-René de Chateaubriand, Charles-Marie-Dorimond de Féletz, Jean François Boissonade de Fontarabie, Conrad Malte-Brun, François Benoît Hoffmann y Charles Nodier.
Se atribuye a Bertin la invención del folletín (feuilleton), un suplemento a la sección política, normalmente en tipos de imprenta más pequeños, donde se publicaban asuntos de cotilleo, moda, crítica, epigramas y charadas, con una estrategia periodística similar a lo que posteriormente se denominó sensacionalismo.
En 1800 fue encerrado en la prisión del Temple por sospecharse que apoyaba a los realistas contra el Consulado. En  1801 salió al exilio.
En 1805, tras la proclamación del Imperio, volvió a París y retomó la dirección de su periódico, cuya cabecera había cambiado por orden de Napoleón, llamándose Journal de l'Empire. Tuvo que someterse a una rigurosa censura, y en 1811 la dirección, así como los beneficios, fueron asumidos enteramente por el gobierno.
En 1814, con la Restauración, recuperó el control del periódico y su antiguo nombre. Incluso durante los Cien Días continuó apoyando la causa realista, reuniéndose con Luis XVIII en los Países Bajos del Sur, donde editó Le Moniteur Universel y Le Moniteur de Gand. Tras la definitiva derrota de Napoleón en 1815, Bertin dirigió el Moniteur hasta 1823, cuando el Journal des Débats se convirtió en el órgano de expresión de la oposición liberal-constitucional (doctrinarios), criticando el absolutismo; una evolución política similar a la que experimentó Chateaubriand. Aunque recibió la revolución de 1830 con escepticismo (malheureuse Francia, roi malheureux! "¡infeliz Francia, infeliz rey!") y no secundó la oposición de la prensa liberal a las ordenanzas de Julio, apoyó a la nueva monarquía de Luis Felipe.
Tras su muerte fue sucedido en la dirección del Jornal, sucesivamente, por sus dos hijos varones.
Su retrato pintado por Jean Auguste Dominique Ingres, de 1832, se exhibió en el Salón de París de 1833, y es una de las obras más importantes de este artista.